# بی‌ال‌کی‌بی
بی‌ال‌کی‌بی (انگلیسی: Basellandschaftliche Kantonalbank) شرکت خدمات مالی و بانکداری سوئیسی است، که در سال ۱۸۶۴ تأسیس شد.